# Opeth
Opeth är ett progressivt death metal-band från Sverige. Opeth lägger till progressiva element i sin musik, med klassisk gitarr och influenser av jazz och akustisk musik. Namnet Opeth kommer från månstaden Opet i Wilbur Smiths bok Solfågeln (1972). Debutalbumet Orchid gavs ut 1995, och 2019 släpptes In Cauda Venenum – bandets trettonde studioalbum.

## Historik

### Bildandet och debuten (1990–1994)
Opeth bildades 1990 i Stockholm av Mikael Åkerfeldt på gitarr och David Isberg på sång. Senare anslöt sig Anders Nordin på trummor, Nick Döring på elbas och Andreas Dimeo på gitarr. Inom ett år och efter bara en spelning lämnade både Döring och Dimeo bandet och ersattes av Kim Pettersson och Johan DeFarfalla, men Pettersson blev kortvarig i bandet och lämnade det sent 1991 och ersattes av Peter Lindgren.
När sångaren Isberg lämnade bandet 1992 tog Åkerfeldt över och blev sångare. De spelade i över ett år med bara tre medlemmar tills de hittade en ny basist i Stefan Guteklint som var medlem i bandet i ett år. Opeth fick ett skivkontrakt med Candlelight Records och spelade in sitt första album, Orchid 1994 med Johan DeFarfalla, som senare blev medlem igen, på bas.

### "Morningrise", "My Arms, Your Hearse" och "Still Life" (1995–1999)
Opeths andra album, Morningrise, spelades in i mars/april 1996 och släpptes senare samma år. Deras tredje album My Arms, Your Hearse släpptes 1997 med Martin Lopez på trummor och Mikael Åkerfeldt även på bas. Kort därefter tillkom basisten Martin Mendez. Lopez lämnade bandet under 2006 och ersattes av Martin Axenrot från bland annat Bloodbath.
My Arms, Your Hearse innebar en markant förändring av bandets stil. Borta var de över tio minuter långa låtarna, och albumet innehöll dessutom mindre melodiska partier. Textmässigt är albumet ett konceptalbum och är mycket mörkare än tidigare. Åkerfeldts sångstil var mer inspirerad av death metal, mörkare och mer hotfull.
Med sitt fjärde album, Still Life (1999), fortsatte bandet i stil med My Arms, Your Hearse fast med ännu fler akustiska partier. Deras största framgång med albumet var att det förbättrade övergången mellan de akustiska och de tyngre partierna.

### "Blackwater Park", "Deliverance" och "Damnation" (2000–2003)
2001 släppte Opeth sitt femte album, Blackwater Park, som blev både en kritikmässig och kommersiell framgång och innehöll större andel ren sång än de två föregående skivorna som dominerats av growl. Med albumet vidareutvecklade Opeth stilen från Still Life och det påvisar bandets tendens att experimentera med komplexa ackord, som i orientaliskt influerade "Bleak".
Deliverance, Opeths sjätte album, släppes 2002 och kom med på Billboards top 100-lista. Albumet är ett av deras tyngsta och här återkommer de episka låtarna på tio minuter. Sjunde albumet Damnation spelades in samtidigt som Deliverance men släpptes 2003 och innehåller bara melodiska låtar utan death metal-partier.
2003 släppte Opeth också Lamentations, en DVD med en två timmar lång konsert inspelad på Shepherd's Bush Empire. Dessutom innehåller Lamentations en timslång dokumentär om inspelningen av Deliverance och Damnation.

### "Ghost Reveries" och "Watershed" (2004–2009)
Efter en 16 månader lång turné tog bandet en paus medan Mikael Åkerfeldt skrev ny musik till deras nästa album. Albumet Ghost Reveries släpptes 2005. Texterna har ockulta teman.
2007 lämnade gitarristen Peter Lindgren bandet och ersattes av Fredrik Åkesson, som bland annat spelat i Arch Enemy. I november släpptes livealbumet The Roundhouse Tapes.
Opeth släppte 2008 albumet Watershed, som gavs ut den 2 juni på Roadrunner Records. De flesta låtarna släpptes för nedladdning i april 2008.
Den 9 februari 2009 gästade Opeth TV4:s Nyhetsmorgon och spelade Watershed-låtar utan growlsång. I intervju hävdade sångaren Mikael Åkerfeldt att Opeth numera är mer som musiker istället för ett typiskt metalband, och kategoriserade några kända metalband utifrån dessas textteman från gott till ont. (Opeth gjorde även ett återbesök den 13 september 2011, i samband med det nästkommande albumsläppet).

### "Heritage" och "Pale Communion" (2010– )
I december 2010 avslöjade bandet på sin hemsida att det i början av det kommande året skulle spelas in ett nytt album; Heritage släpptes i september 2011, och var det första albumet sedan Damnation som inte innehöll någon growlsång. Stilen är mer inriktad mot 1970-talets progressiva rock. I samband med albumsläppet gav sig bandet ut på en omfattande turné där repertoaren bestod av låtar från den nya skivan och gamla låtar som inte hade någon growlsång. Den 17 juni 2014 släpptes Pale Communion, som likt Heritage inte innehåller någon growlsång men som enligt Mikael Åkerfeldt har starkare melodier både i sång och musik.

## Medlemmar
Nuvarande medlemmar
- Mikael Åkerfeldt – gitarr (1990– ), sång (1993– ), basgitarr, piano (1998), mellotron (2005), mellotron, piano (2011)
- Martín Méndez – basgitarr (1997– )
- Fredrik Åkesson – gitarr, bakgrundssång (2007– )
- Joakim Svalberg – keyboard, piano, mellotron (2011– )
- Waltteri Väyrynen - Trummor (2022- )[5]

Tidigare medlemmar
- David Isberg – sång (1990–1992)
- Micke Bargström – gitarr (1990)
- Rille Even – trummor (1990)
- Dan Nilsson – gitarr (1990)
- Martin Persson – basgitarr (1990)
- Anders Nordin – trummor (1990–1997)
- Andreas Dimeo – gitarr (1990–1991)
- Nick Döring – basgitarr (1990–1991)
- Kim Pettersson – gitarr (1991)
- Johan DeFarfalla – basgitarr (1991, 1995–1996)
- Mattias Ander – basgitarr (1991)
- Peter Lindgren – gitarr (1991–2007), basgitarr (1991)
- Stefan Guteklint – basgitarr (1991–1994)
- Martin Lopez – trummor (1997–2006)
- Per Wiberg – synthesizer, mellotron, bakgrundssång  (2005–2011)
- Martin Axenrot – trummor, slagverk (2006–2021)

Turnerande medlemmar
- Gene Hoglan – trummor (2004–2005)
- Martin Axenrot – trummor (2005–2006)

Bildgalleri

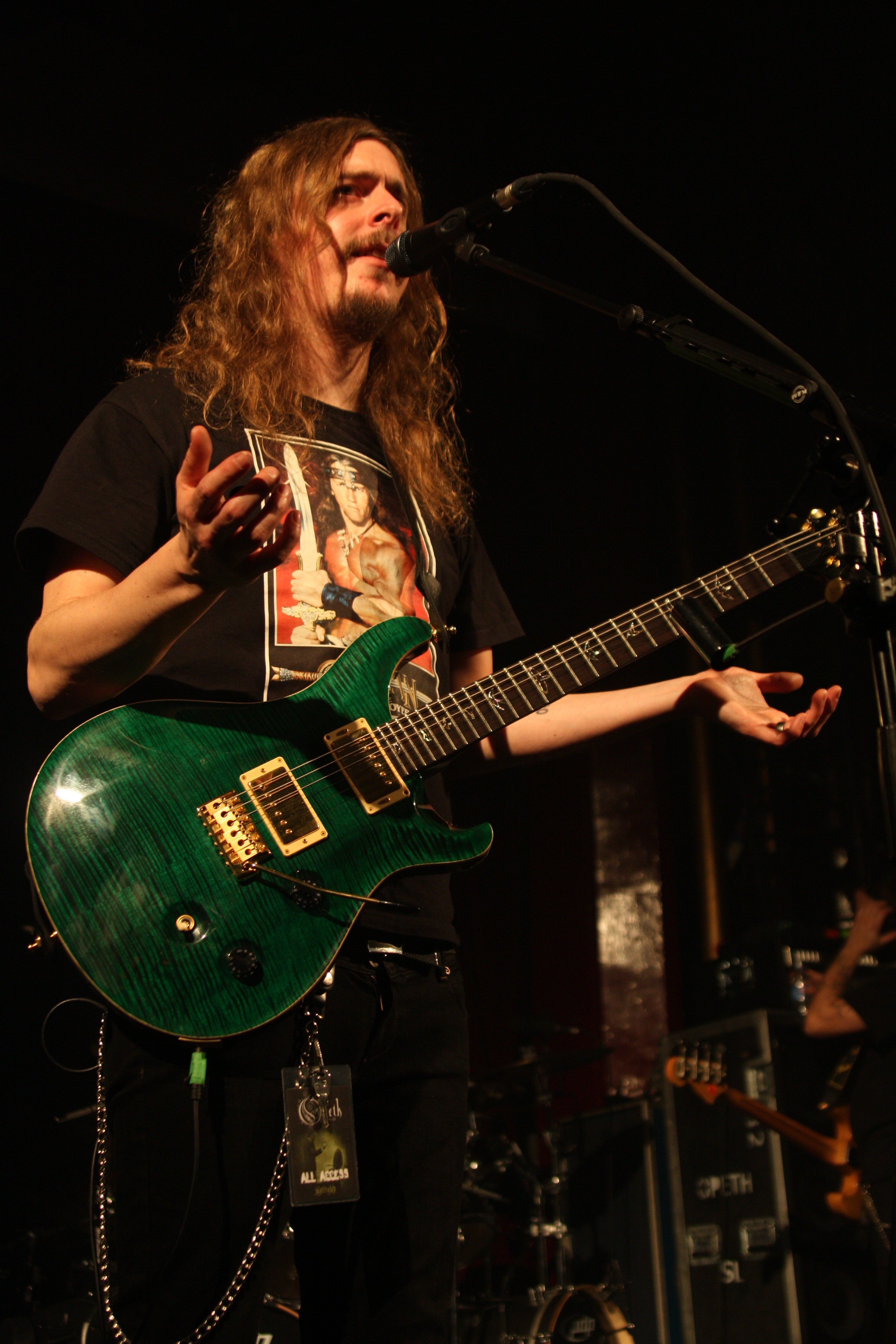
Mikael Åkerfeldt
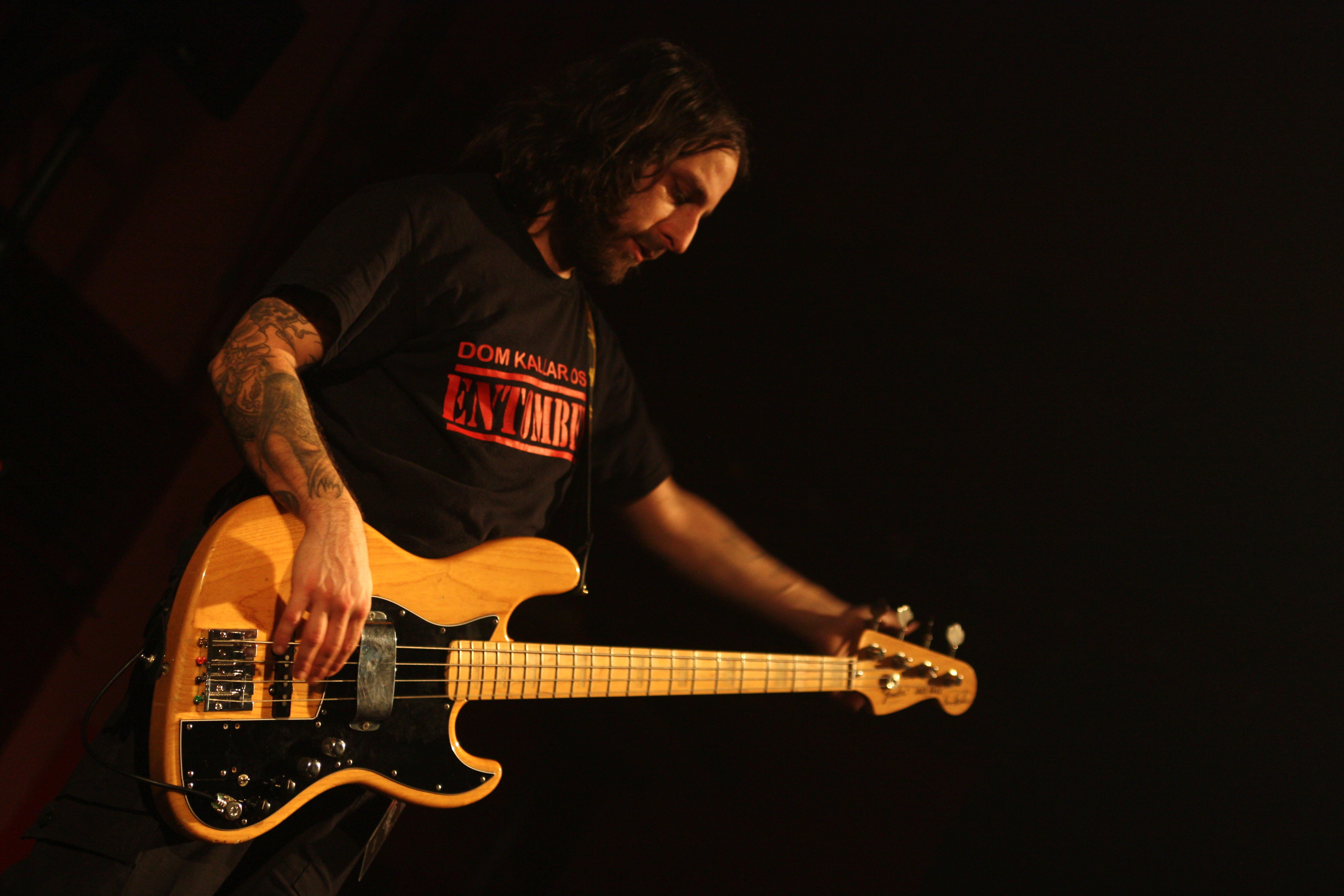
Martín Méndez
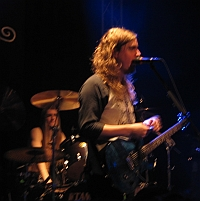
Martin Axenrot och Mikael Åkerfeldt
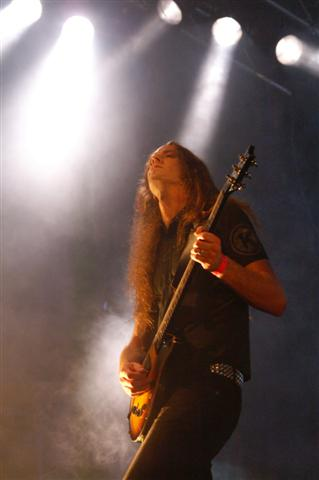
Peter Lindgren
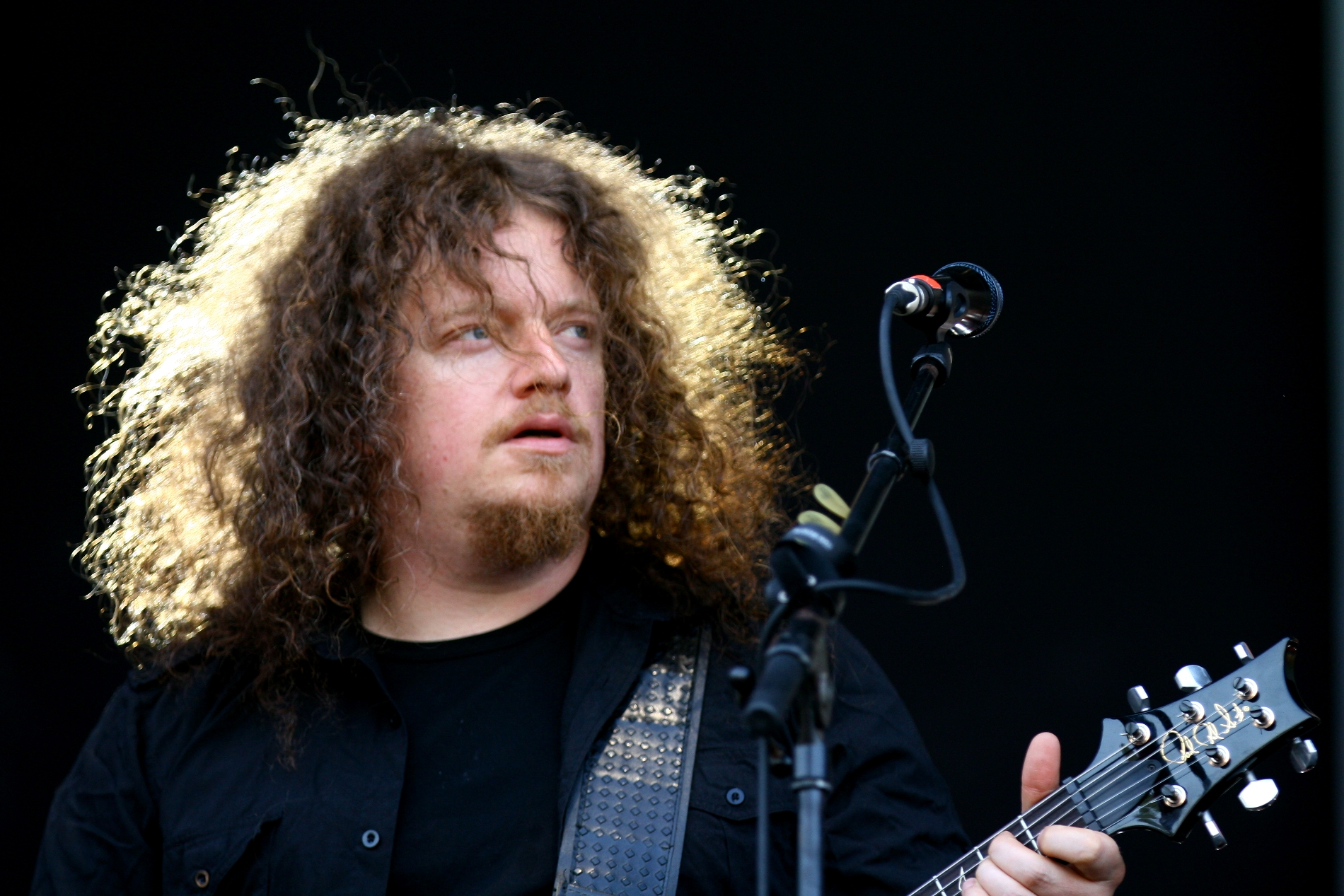
Fredrik Åkesson
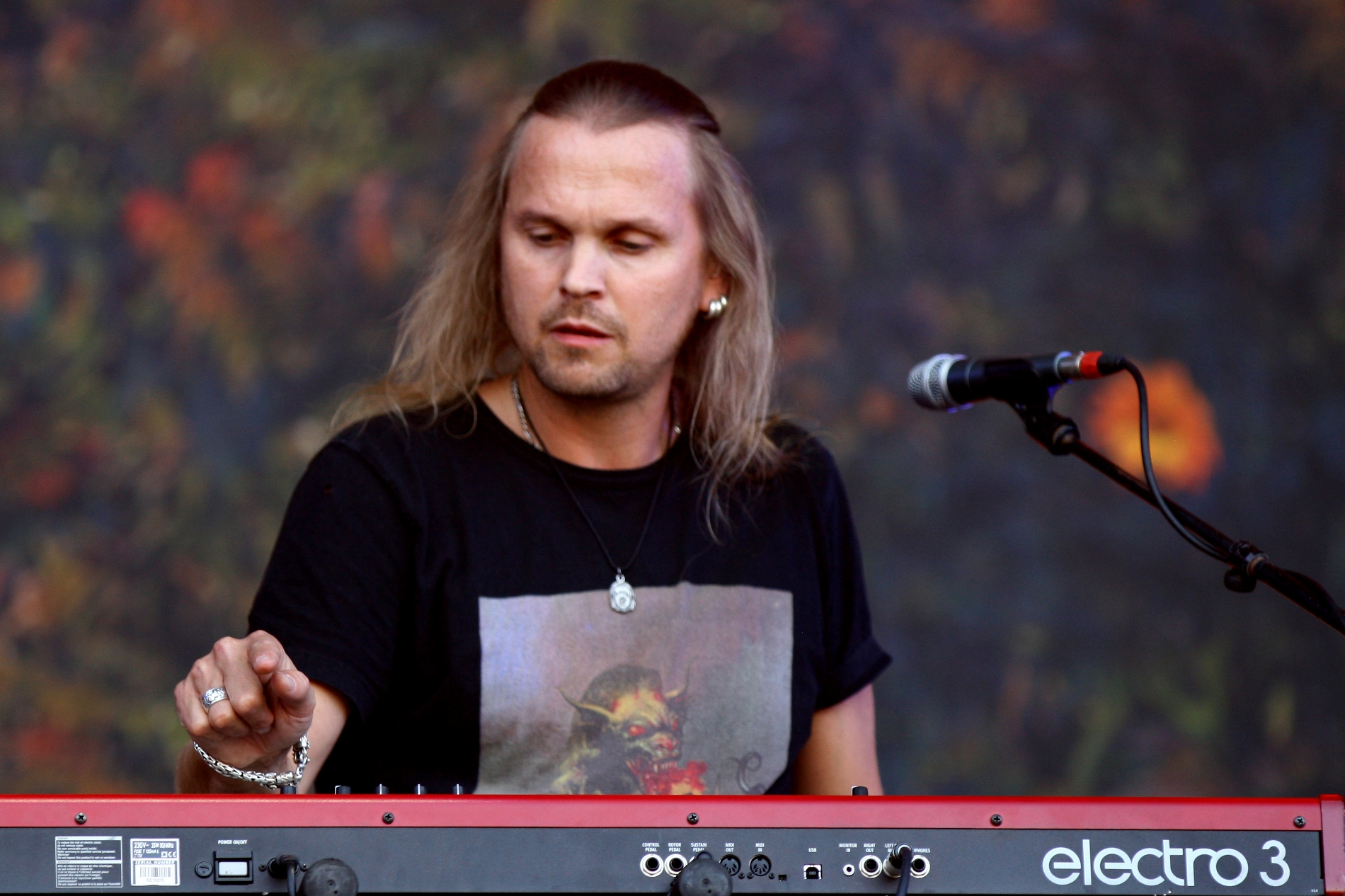
Joakim Svalberg
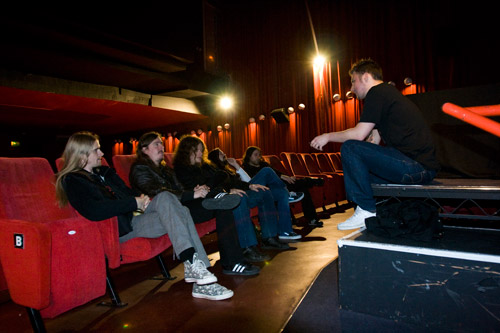
Opeth under inspelning av DVD:n "The Roundhouse Tapes", november 2008
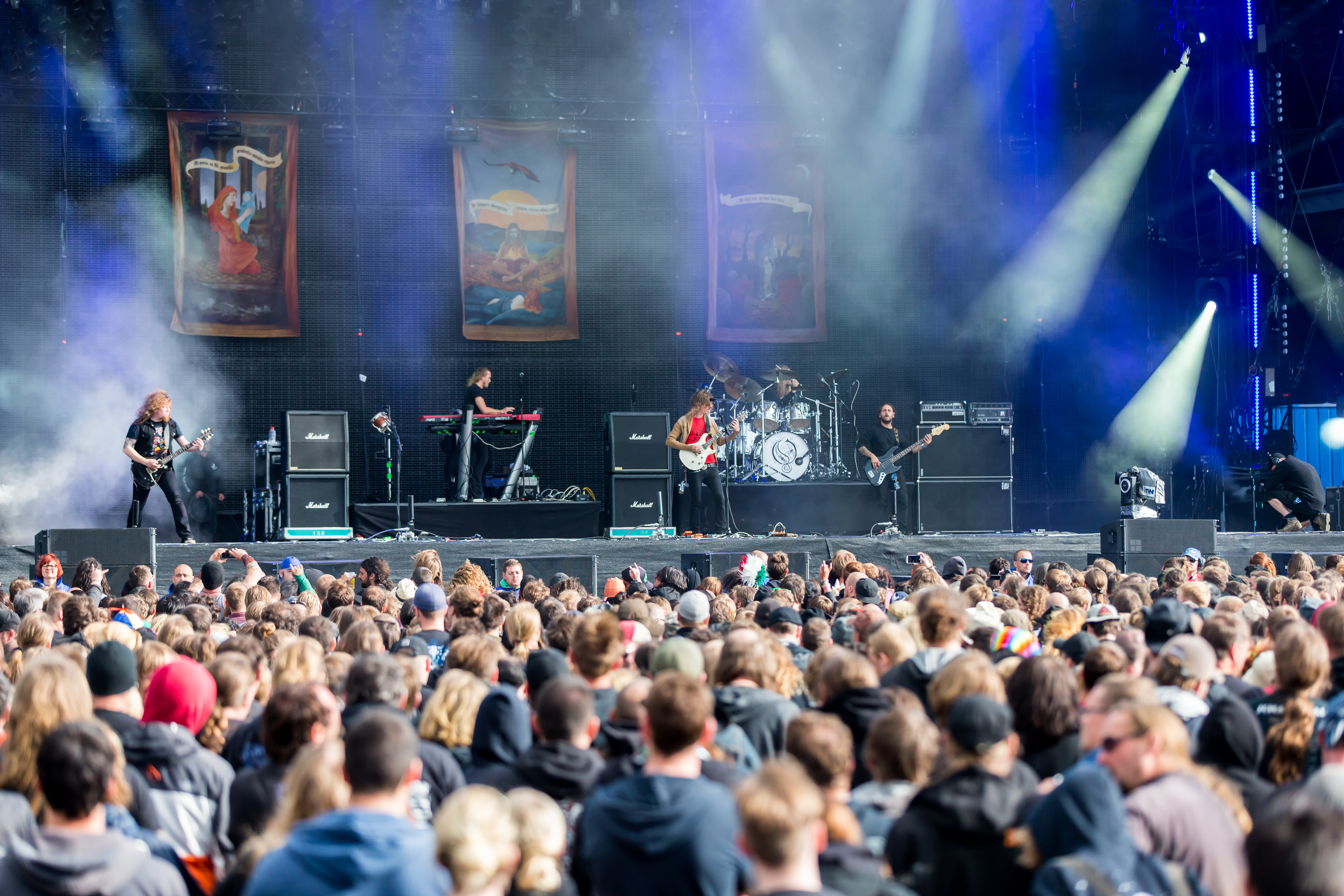
Opeth vid Wacken Open Air 2015

## Diskografi

### Studioalbum
- 1995 – Orchid
- 1996 – Morningrise
- 1998 – My Arms, Your Hearse
- 1999 – Still Life
- 2001 – Blackwater Park
- 2002 – Deliverance
- 2003 – Damnation
- 2005 – Ghost Reveries
- 2008 – Watershed
- 2011 – Heritage
- 2014 – Pale Communion
- 2016 – Sorceress
- 2019 – In Cauda Venenum
- 2024 – The Last Will and Testament

### Livealbum
- 2007 – The Roundhouse Tapes
- 2010 – In Live Concert at the Royal Albert Hall
- 2011 – The Devil's Orchard - Live at Rock Hard Festival 2009

### Singlar
- 2003 – "Still Day Beneath the Sun"
- 2008 – "Porcelain Heart"
- 2008 – "Burden"
- 2011 – "The Throat of Winter"
- 2011 – "The Devil's Orchard"
- 2011 – "Slither"
- 2016 – "Sorceress"
- 2016 – "Will o the Wisp"
- 2016 – "The Wilde Flowers"
- 2018 – "Ghost of Perdition (live)"
- 2019 – "Cirkelns riktning"

### DVD
- 2003 – Lamentations: Live at Shepherd's Bush Empire 2003
- 2006 – Ghost Reveries" (begränsad upplaga, CD/DVD)
- 2008 – The Roundhouse Tapes
- 2010 – Opeth in Live Concert at Royal Albert Hall
- 2018 – Garden of the Titans: Live at Red Rocks Amphitheatre (Blue-ray + 2CD)

### Samlingsalbum
- 2003 – Collector's Edition Slipcase (5CD box)
- 2010 – The Wooden Box (3x12" vinyl)
- 2014 – The Candlelight Years
- 2011 – Deliverance & Damnation

### Annat
- 2010 – God of War: Blood & Metal[6] (delad digitalt album: Dream Theater / Opeth / Killswitch Engage / Trivium / Mutiny Within / Taking Dawn)
- 2017 – Live in Plovdiv (delad CD: Opeth / Enslaved)